# Madame de Tourvel
Madame de Tourvel, también conocida como la presidenta de Tourvel es un personaje de la novela Las amistades peligrosas de Pierre Choderlos de Laclos.

## Descripción
Personaje más completo de la novela. Es una joven de 22 años en cuyas cartas muestra sus cualidades y sus defectos. Es el gran ejemplo de honestidad y virtud, especialmente cuando rechaza la declaración de amor del vizconde de Valmont y todas sus cartas. Sin embargo, las acepta cuando él se va. Durante toda la novela se debate entre su corazón y su razón, ya que ella está casada.
El vizconde finalmente le confiesa su amor, pero huye. Es entonces cuando Madame de Tourvel sucumbe a su amor y mantiene una relación con él. Este último, para satisfacer la voluntad de la Marquesa de Merteuil y para preservar su reputación, decide abandonarla. Desesperada, Tourvel se retira a un convento donde termina muriendo cuando conoce el final trágico de valmont.

## Debate
Madame de Tourvel es un personaje que se debate entre sus convicciones puritanas y sus sentimientos por el Vizconde. Su resistencia durante toda la novela muestra la fortaleza de sus ideas, pero su pasión es muy fuerte, su amor muy violento y ella acaba lanzándose a sus brazos.
- Datos: Q20018358